# 傳舍增一
仙后座13，又名BD+65 67，HD 2729、SAO 11243、HR 121，是仙后座的一颗恒星，视星等为6.18，位于銀經120.94，銀緯3.73，其B1900.0坐标为赤經0h 25m 39.8s，赤緯+65° 3.73′ 2″。